# Stadion Donja Sutvara
El Stadion Donja Sutvara anteriormente Stadion Radanovićima es un estadio de fútbol situado en la ciudad de Kotor en el sur de Montenegro. En este estadio disputa sus partidos como local el Fudbalski Klub Grbalj, el estadio tiene superficie de césped natural de 105 x 70 metros y una única grada con capacidad para 1500 espectadores aproximadamente. No se tienen datos exactos sobre la fecha de apertura de este estadio.